# Cnemidophorus murinus
Cnemidophorus murinus — вид ящірок родини теїдових (Teiidae). Ендемік Кюрасао.

## Поширення і екологія
Cnemidophorus murinus мешкають на островах Кюрасао і Малий Кюрасао в групі Підвітряних островів в Карибському морі. Вони живуть в сухих чагарниках і лісах та в садах.